# Monumento nacional Cañón de Somoto
Monumento nacional Cañón de Somoto localizado en el municipio de Somoto del departamento de Madriz, Nicaragua, es un área protegida y monumento nacional conforme a la Ley n.º 605, "Ley que Declara Área Protegida en la Categoría de Monumento Nacional al Cañón de Somoto", aprobada el 29 de noviembre de 2006 y publicada en La Gaceta n.º 240 del 12 de diciembre del mismo año. 

## Descubrimiento
El Cañón de Somoto fue redescubierto en 2004 por geólogos checos durante una visita de investigación geológica. Ellos lo describieron como "un impresionante accidente geográfico" que era desconocido, hasta ese momento, por la comunidad científica mundial. Solamente era conocido por los pobladores de las comunidades ubicadas en sus bordes que lo conocen como "Namancambre" o "La Estrechura".
Josef Ševčík, del Servicio Geológico Checo, describió el momento:
"Estuvimos explorando el caudal del río Coco, cuando de repente ante nosotros comenzaron a abrirse paisajes fantásticos. La belleza del cañón nos asombró. No obstante, el paso fue cada vez más difícil. Para seguir adelante, tuvimos que superar ciertos tramos nadando."

### Localización
El Cañón de Somoto, se localiza entre los poblados de "El Espino", "Las Papayas", "Valle Sonís" y "El Guayabo", a unos 13 kilómetros al oeste de la ciudad de Somoto, cabecera del departamento de Madriz, a la cual se llega desde la ciudad de Managua, Capital del país, por la Carretera Panamericana (NIC-1) que conduce hacia "El Espino", un punto fronterizo con Honduras.

### Estructura geológica
De acuerdo con el Instituto de Estudios Territoriales (INETER), la distribución y extensión geográfica de los diferentes tipos de depósitos y rocas que conforman la geología de esta área, así como su relación estratigráfica y estructural, se describe en orden de joven a antiguo. Otras estructuras geológicas son las de carácter lineales (fracturas y fallas) y de morfología circular; asociadas a relictos de antiguos y recientes centros volcánicos:
- 1 Depósitos aluviales del Cuaternario Reciente.
- 2 Rocas volcánicas piroclásticas del Terciarias (Mioceno Superior).

#### Edad y origen del Cañón de Somoto
El cañón presenta formas rocosas irregulares debido a la acción erosiva de caudales torrenciales durante la época de lluvias que erosionan la base del talud y provocan la caída de bloques. La morfología del cauce del cañón es más bien sinuosa con puntos angostos y ensanchados, su ancho varía entre los 100 y 150 m de altura.
Según versiones de INETER, 
"las paredes del cañón pueden alcanzar alturas entre 120 a 150 metros."
Otras estructuras erosivas son las de fondo de lecho, en la que participa el trabajo abrasivo de la carga de fondo del río (cantos y gravas), que modelan en las rocas del lecho formas circulares cilíndricas hasta de un metro de diámetro. Estas formas se conocen como marmitas de gigante o pot hole.
Se relaciona por tanto a su elevada dinámica fluvial que ha modelado laderas erosivas en los valles de los ríos Coco, Comalí y Tapacalí; muy bien representada en el cañón del río Coco en donde presenta paredes verticales.
Los geólogos checos lo asocian más a un proceso de erosión diferencial de tipo seudocárstico y con una edad que se asume de entre 15 a 5 millones de años, una edad geológica que se ubica entre los períodos Cuaternario y Mioceno del Terciario Superior. 
El resultado es un paisaje geológico de impresionante belleza y que ha llevado a considerarlo como parque nacional